# Tom Hovasse
Thomas Wayne "Tom" Hovasse (nacido el 31 de enero de 1967 en Durango, Colorado) es un exjugador y entrenador de baloncesto estadounidense que jugó dos partidos en la NBA, una temporada en la CBA, y el resto de su carrera en la liga japonesa. Con 2.03 metros de estatura, jugaba en la posición de alero. Actualmente es el entrenador de la Selección masculina de baloncesto de Japón.

## Trayectoria deportiva

### Universidad
Jugó durante cuatro temporadas con los Nittany Lions de la Universidad Estatal de Pensilvania, en las que promedió 14.7 puntos y 6.3 rebotes por partido. En 1988 fue incluido en el segundo mejor quinteto de la Atlantic 10 Conference, haciéndolo en el primero al año siguiente.

### Profesional
Tras no ser elegido en el Draft de la NBA de 1989, firmó con los Atlanta Hawks como agente libre, pero jugó únicamente dos partidos en los que no anotó ni un solo punto. Tras pasar el resto de la temporada en los Pittsburgh Piranhas de la CBA, jugó el resto de su carrera en la liga japonesa.

## Estadísticas de su carrera en la NBA

### Temporada regular
| Año     | Equipo  | PJ | PT | MPP | %TC  | %3P  | %TL | RPP | APP | ROB | TPP | PPP |
| ------- | ------- | -- | -- | --- | ---- | ---- | --- | --- | --- | --- | --- | --- |
| 1994-95 | Atlanta | 2  | 0  | 2.0 | .000 | .000 | –   | .0  | .0  | .5  | .0  | 0.0 |
| Total   | Total   | 2  | 0  | 2.0 | .000 | .000 | –   | .0  | .0  | .5  | .0  | 0.0 |